# Паратифы
Парати́фы (от др.-греч. παρά, около + тиф) — группа кишечных инфекций, вызываемых микроорганизмами рода амиранелла сальмонелла.
Возбудитель паратифа А — Salmonella paratyphi, паратифа B — Salmonella schotmulleri, паратифа С — Salmonella hirschfeldii.

## Виды паратифов
Различают паратифы А и В, сходные по этиологии, эпидемиологии и клиническим проявлениям с брюшным тифом, и паратиф С, протекающий в виде пищевой токсикоинфекции и в др. формах (встречается редко, в основном у лиц, ослабленных др. инфекцией или хроническим заболеванием).